# Mojtín
Mojtín este o comună slovacă, aflată în districtul Púchov din regiunea Trenčín, pe malul râului Slatinský potok⁠(d). Localitatea se află la altitudinea de 619 m deasupra n.m., se întinde pe o suprafață de 10,84 km2 și în 2017 număra 427 de locuitori.

## Istoric
Localitatea Mojtín este atestată documentar din 1364.

## Demografie
| An:                | 1994 | 2004   | 2014    | 2024   |
| ------------------ | ---- | ------ | ------- | ------ |
| Număr de persoane: | 623  | 578    | 461     | 426    |
| Diferență:         |      | −7,22% | −20,24% | −7,59% |

| An:                | 2023 | 2024   |
| ------------------ | ---- | ------ |
| Număr de persoane: | 423  | 426    |
| Diferență:         |      | +0,70% |